# Paculla Annia
Paculla Annia (III secolo a.C. – II secolo a.C.) è stata una sacerdotessa romana di Bacco.

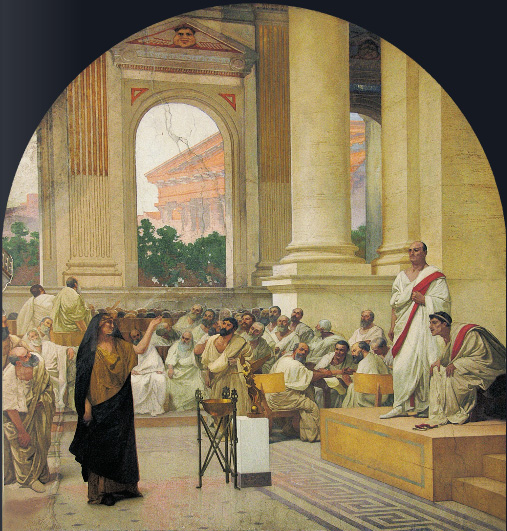
La liberta Fenenia Ispala denuncia l'associazione dei Baccanali di Cesare Maccari (Corte suprema di Cassazione)

È conosciuta solo attraverso il Ab Urbe condita dello storico romano Tito Livio, nel quale si racconta come Paculla si sia resa responsabile dell'introduzione, lo sviluppo e la diffusione di baccanali non ufficiali a Roma. Questo culto venne soppresso nel 186 a.C. dal decreto Senatus consultum de Bacchanalibus, dopo un'estesa inchiesta del Senato romano. 

## Biografia
Paculla Annia avrebbe iniziato ad introdurre una versione deviata del culto misterico di Bacco a partire dal 188 circa. Livio descrive i baccanali come festività riservate alle donne, con un rituale diurno tenuto tre giorni all'anno.  Paculla Annia li modificò in riti notturni, aumentò la loro frequenza a cinque al mese, li aprì a tutte le classi sociali e ad entrambi i sessi – a cominciare dai suoi stessi figli, Minio ed Errenio Cerrino – e favorì l'abuso di vino e la promiscuità sessuale fra gli iniziati. La sacerdotessa campana avrebbe organizzato gli incontri del suo culto non ufficiale presso il boschetto di Stimula, alle pendici occidentali dell'Aventino, dove il colle scende verso il Tevere. L'Aventino era nel II secolo a.C. un quartiere etnicamente misto, fortemente popolato da plebei e ospitava numerosi nuovi culti provenienti da fuori dal Lazio.
Una ex iniziata, la liberta Ispala Fecenia, sebbene temesse la vendetta del culto, rivelò al Senato, assieme al suo amante Publio Ebuzio, le pratiche della setta fondata da Paculla Annia. Livio racconta che vennero messe in evidenza l'uso di violenze, falsificazione dei sigilli, redazioni forzate di testamenti e avvelenamenti dei familiari degli iniziati, coperti dalle false testimonianze degli altri adepti. Il Senato, una volta terminata la sua indagine, soppresse il culto. Livio afferma che dei settemila indagati, seimila furono giustiziati e che gli arresti includevano il figlio di Paculla, Minio Cerrino, oltre agli altri capi del culto: i plebei Marco e Gaio Atinio di Roma e Lucio Opiterio di Falerii. Il decreto di scioglimento del culto, o piuttosto la sua riforma forzata, è data nel Senatus consultum de Bacchanalibus. Minio venne inviato in esilio ad Ardea, mentre il destino di Paculla è sconosciuto.
La maggior parte degli accademici moderni concorda sul fatto che i culti misterici dionisiaci o bacchici erano già praticati nell'Italia romana per diversi decenni prima del 186, quando furono considerati inaccettabili dalle autorità romane e rapidamente soppressi. È improbabile che Paculla Annia abbia introdotto sola tutti i cambiamenti che le sono stati attribuiti da Livio; molti dei suoi dramatis personae sembrano attingere di più alle opere satiriche romane che ai Bacchanalia stessi. Ispala Fecenia fornisce il tropo drammatico della "prostituta dal cuore d'oro", la cui coraggiosa testimonianza, bontà e lealtà superano di gran lunga la sua bassa origine, professione e la paura di rappresaglia. il latinista Michael Fontaine, supponendo che il Truculentus di Plauto sia contemporaneo agli eventi del 186, specula che la sua trama e il suo personaggio centrale, l'avida e intrigante cortigiana Fronesio, siano una "sottile e velata allegoria politicamente conservatrice" di Paculla Annia e del suo coinvolgimento con lo scandalo dei baccanali, in particolare la sua introduzione illecita di uomini nel culto e la sua sfida all'ordine e alle regole stabiliti Il personaggio di Fronesio sarebbe basato su Frine, una etera greca accusata – come Livio accusa Paculla Annia – di empietà, di favorire la promiscuità sessuale fra uomini e donne e di aver introdotto il culto misterico di Isodaite, una nuova divinità. Fontaine, portando avanti il parallelo fra la commedia e lo scandalo, ricorda quanto il servo Truculento miri a compiacere un pubblico di patrizi romani.
Il Senatus consultum de Bacchanalibus è stato interpretato come un'affermazione dell'autorità civile e religiosa di Roma, in tutta la penisola italiana o all'interno dei territori romani, a seguito della recente guerra punica e della conseguente instabilità sociale e politica. Durante la crisi conseguente alla guerra punica, alcuni culti stranieri e vari oracoli vennero repressi. Ciò fu però su una scala molto minore di quanto avvenne per i baccanali e la censura non si estere oltre le mura di Roma. I baccanali illeciti persistettero segretamente per molti anni, in particolare nell'Italia meridionale, il loro probabile luogo d'origine.